# Friday Harbor Laboratories

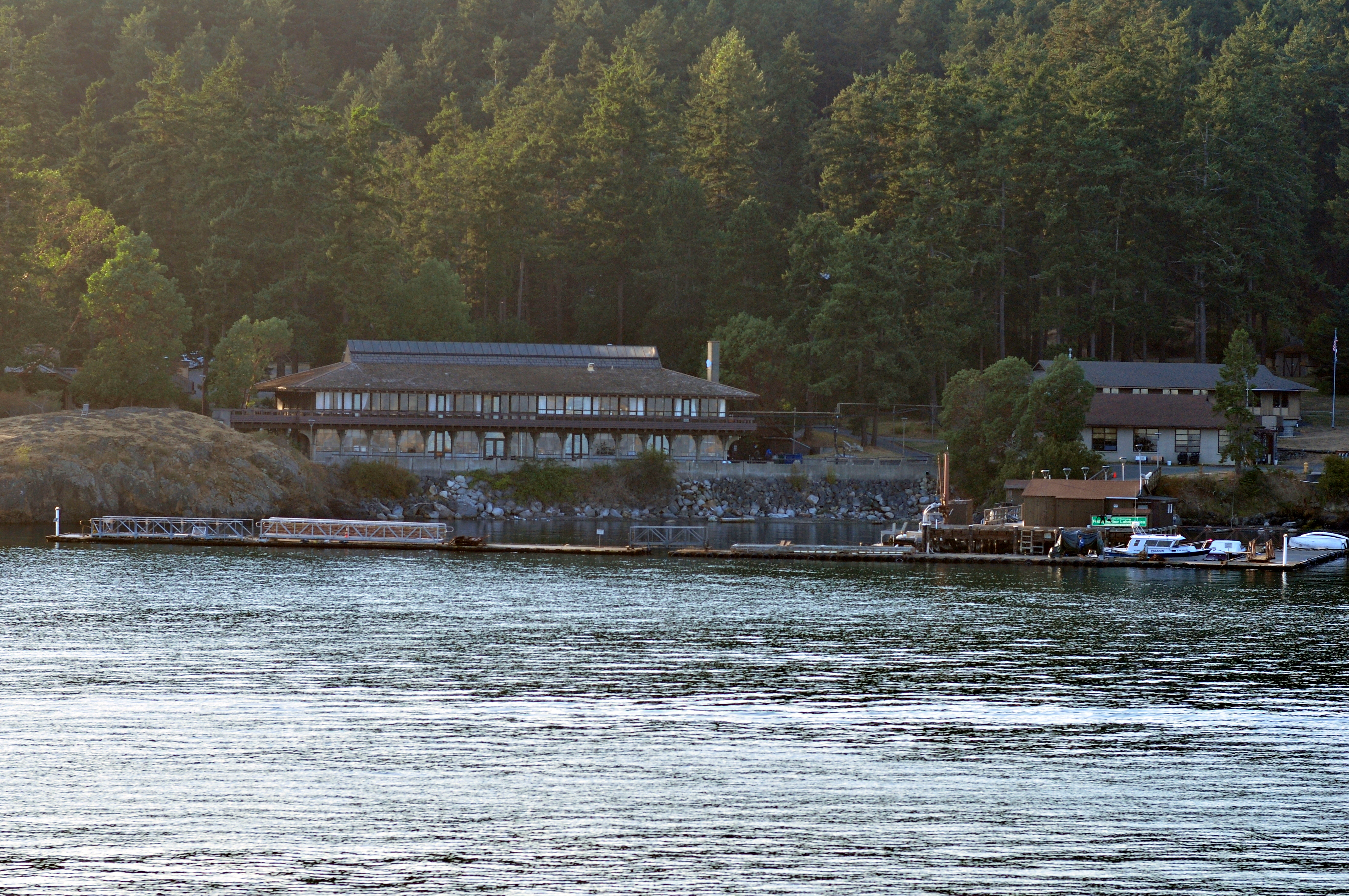

I Friday Harbor Laboratories (abbreviato in FHL) sono un noto istituto di ricerca statunitense, specializzato in biologia marina. Si trova sull'isola di San Juan, nello Stato di Washington.
L'istituto ha sede nella cittadina di Friday Harbor, dov'è stato fondato nel 1904, ed appartiene all'università del Washington.